# Dinetus nabataeus
Dinetus nabataeus (лат.) — вид песочных ос (Crabronidae) рода Dinetus. Египет, Иордания, Оман, ОАЭ.

## Описание
Мелкие осы (менее 1 см). От близких видов отличается следующими признаками: тело преимущественно ржаво-коричневого цвета с чёрными отметинами на мезонотуме и проподеуме; пронотум, скутеллюм и метанотум беловатые. Внутренний край глаз самцов без серебристого опушения; передний вертлуг без зубцов. Проподеум в заднебоковой части без серебристого опушения. Глаза не соприкасаются друг с другом, но соприкасаются с основанием мандибул. Жвалы с выемкой внизу. Развит псаммофор. В передних крыльях 2 субмаргинальные ячейки. Предположительно, как и другие близкие виды своего рода охотится на клопов (Heteroptera) и цикадок (Cicadinea), которых запасают для своего потомства в земляных гнёздах. Вид был впервые описан в 1960 году швейцарским гименоптерологом Жаком де Бомоном (Jacques de Beaumont, 1901—1985; Лозанна, Швейцария).